# تلمبة الله أباد بالا (نغار بردسير)
تلمبة الله أباد بالا (بالإنجليزية: Tolombeh-ye Allahabad-e Bala)‏ هي مستوطنة تقع في إيران في كرمان.